# Corps Irminsul
Das Corps Irminsul ist die älteste Hamburger Studentenverbindung. Als Corps im Weinheimer Senioren-Convents (WSC) ist es pflichtschlagend und farbentragend. Es vereint Studenten und ehemalige Studenten der Universität Hamburg sowie der umliegenden Hochschulen. Das Corps gehört dem Hamburger Waffenring (HWR) sowie dem Weißen Kartell (mit dem Corps Franco-Guestphalia Köln und dem Corps Marchia Greifswald) an.

## Couleur, Wappen und Sprüche
Das Corps Irminsul führt das Couleur hellblau-silber-schwarz mit silberner Perkussion. Dazu wird eine hellblaue Mütze (Hinterhauptcouleur) getragen. Die Füchse tragen als Fuchsenband hellblau-silber-hellblau mit silberner Perkussion.
Das Wappen des Corps Irminsul Hamburg symbolisiert die vier Wurzeln des Corps. Es zeigt in der oberen rechten Ecke die Farben hellblau-silber-schwarz und links daneben das geschlossene Stadttor Hamburgs als Symbol für das Corps Cheruskia Hamburg, rechts unten den Greif der Stadt Greifswald für das Corps Marchia Greifswald, links daneben das Wappen der Stadt Halle, einen Halbmond und zwei Sterne, für das Corps Franconia Halle und in der Mitte den Zirkel für das Corps Irminsul Marburg.
Der Name verweist auf das altsächsische Heiligtum Irminsul. Der Wahlspruch lautet „Zu jeder Zeit Treue, Freundschaft, Einigkeit!“, der Waffenspruch „Amico pectus, hosti frontem!“ (deutsch: „Dem Freund die Brust, dem Feind die Stirn!“).

## Geschichte

### Gründungszeit
Die Vorläuferkorporation des heutigen Corps Irminsul war die erste Verbindung in der Freien und Hansestadt Hamburg. Bereits vor der Gründung der Universität Hamburg im Jahre 1919 entschlossen sich im 19. Jahrhundert Akademiker und Kaufmannssöhne aus Hamburg eine Freie Burschenschaft bzw. Hanseatische Verbindung zu gründen, welche der Tradition der Studentenverbindungen folgend, das Prinzip der Bestimmungsmensur und des Duellwesens pflegte. Der Name der damaligen ersten Verbindung in Hamburg war Cheruskia, die jedoch bereits im 19. Jahrhundert die heutigen Farben des Corps Irminsul Hamburg und dessen Wahlspruch führte. Die Mitglieder stammten aus den alten hanseatischen Familien sowie aus den „Studenten“ des Kolonialinstitutes, das seinen Sitz in Hamburg hatte. Dieser Cheruskia schlossen sich in der über 130-jährigen Geschichte des Corps drei weitere Corps als Fusionscorps an. Als Symbol für die vier Wurzeln des Corps steht u. a. das Wappen des heutigen Corps Irminsul Hamburg, in welchem sich alle vier Corps wiederfinden lassen.

### Weimarer Republik und NS-Zeit
Im Jahr 1919 entschloss man sich einen eigenen Dachverband (Teutoburger Vertretertag, TVT) zu gründen, um eine entscheidende Rolle auch außerhalb der eigenen Universitätsstadt einzunehmen. Aus diesem deutsch-völkisch ausgerichteten TVT ging 1927 die Deutsche Wehrschaft hervor, die sich aktiv unter Umgehung des Versailler Vertrages für die Verbreitung von militärischem Wissen und zur Wehrertüchtigung unter der akademischen Jugend in ganz Deutschland einsetzte.
Während des Kampfes gegen die kommunistische Erhebung 1918/19 in Thüringen zu Beginn der Weimarer Republik schloss man sich als Kompanie unter den Fahnen der Verbindung dem Freikorps „Studentenkorps Marburg“ (StuKoMa) unter Bogislav von Selchow an und beteiligte sich 1920 beim Kapp-Putsch auf Seiten von Wolfgang Kapp und Walther von Lüttwitz.
Nach Unstimmigkeiten über die im Laufe der Zeit extremer gewordene Ausrichtung der Deutschen Wehrschaft, die sich zunehmend den aufsteigenden Nationalsozialisten andiente, erfolgte im Jahr 1929 in Hamburg der Austritt aus der Deutschen Wehrschaft und nach der Machtergreifung der Nationalsozialisten im Frühjahr 1933 am 5. Juni die Renoncierung als Corps im bewusst unpolitischen Rudolstädter Senioren-Convent (RSC).
Zur Stellung der Hamburger Studentenverbindungen zum bzw. gegen den Nationalsozialismus und zu dessen hochschulpolitischen Arm berichtete im Februar 1932 der NSDStB-Hochschulgruppenführer Andreas Feickert in diesem Zusammenhang an den Vorsitzenden der Deutschen Studentenschaft Gerhard Krüger:

„Der NSDStB stützt sich im wesentlichen auf die Turnerschaft Niedersachsen, Landsmannschaft Hammonia und Alte Straßburger Burschenschaft Alemannia. Ausgesprochene Gegner des NSDStB sind die Hanseatische Verbindung Cheruskia, Freie Verbindung Askania und ATV Hegelingen (…)“

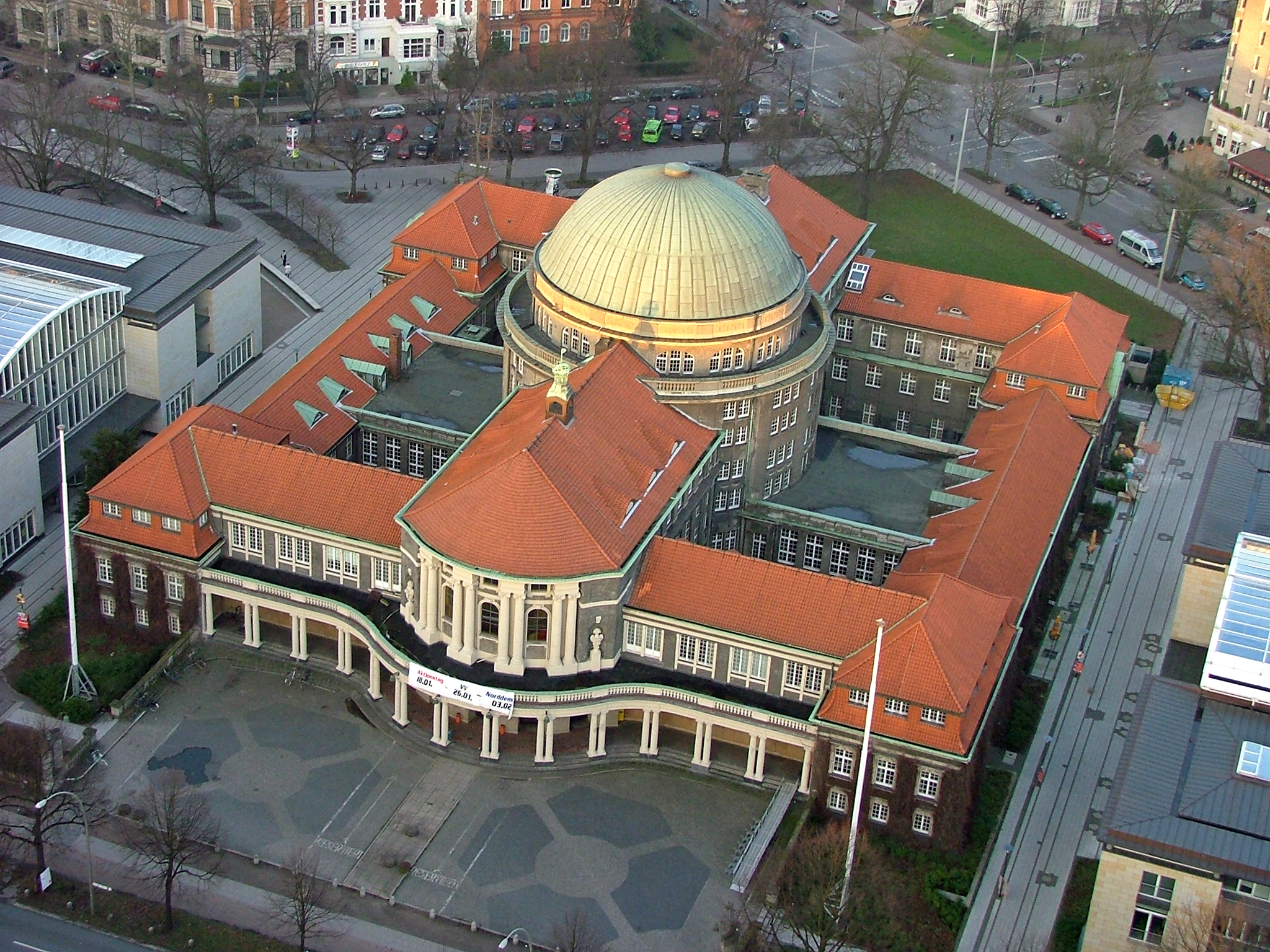
Hauptgebäude der Universität Hamburg

Durch die am 7. April 1934 beschlossene Fusion mit dem Corps Irminsul Marburg, das ebenfalls zuvor eine alte Wehrschaft war und die Bedenken gegen die aufkommende nationalsozialistische Ausrichtung der Deutschen Wehrschaft teilte, kamen der Name Irminsul und der Zirkel des heutigen Corps Irminsul nach Hamburg. Im gleichen Jahre erfolgte am 13. Mai 1934 der Beitritt des Corps Irminsul Hamburg in den ebenfalls unpolitischen Weinheimer Senioren-Convent (WSC) durch die Fusion der Corpsdachverbände RSC und des WSC.
Im Dezember des Jahres 1935 entschlossen sich die Mitglieder des Corps nach der Rede von Rudolf Heß im Oktober desselben Jahres zur Auflösung der freien, demokratisch organisierten studentischen Verbindungen bzw. ihrer Zwangseingliederung in den gleichgeschalteten NSDStB, die Irminsul aufgrund der verbindungsfeindlichen Politik des Dritten Reiches zu suspendieren, obwohl zu diesem Zeitpunkt noch keine Nachwuchsprobleme bestanden. Die Umwandlung zu einer eigenen NS-Kameradschaft innerhalb des NSDStB, welche der Irminsul als älteste Hamburger Verbindung und zu diesem Zeitpunkt auch größte Verbindung unter den Korporationen an der Hansischen Universität zustand, lehnten die Mitglieder des Corps bei einer internen Mitgliederbefragung mehrheitlich ab, da man in dieser den Charakter der waffenstudentischen Verbindung nicht zu erhalten sah. Das alte Corpshaus in der Schröderstiftstraße 21 im Stadtteil Hamburg-Rotherbaum wurde daraufhin im Frühjahr 1936 zwangsversteigert.
Der Altherrenverband des Corps, in dem vor der Suspendierung auch alle noch studierenden Mitglieder der Irminsul aufgenommen wurden, beging kurz zuvor am 14. Dezember 1935 noch die – vorerst – letzte Abschlusskneipe und beschloss durch Abstimmung beim Convent des Folgetages nur im Inoffiziellen weiterzubestehen, um hierdurch der Kontrolle der Staats- und NS-Parteiorgane weitestgehend zu entkommen. Durch regelmäßige Treffen bei verschiedenen lokalen Stammtischen – u. a. in Hamburg, Marburg und Berlin – und durch regelmäßige Rundschreiben, die bis Ende des Zweiten Weltkrieges versandt wurden, konnte der Grundstock für die spätere Wiederbelebung des Corps gelegt werden.

### Nachkriegszeit

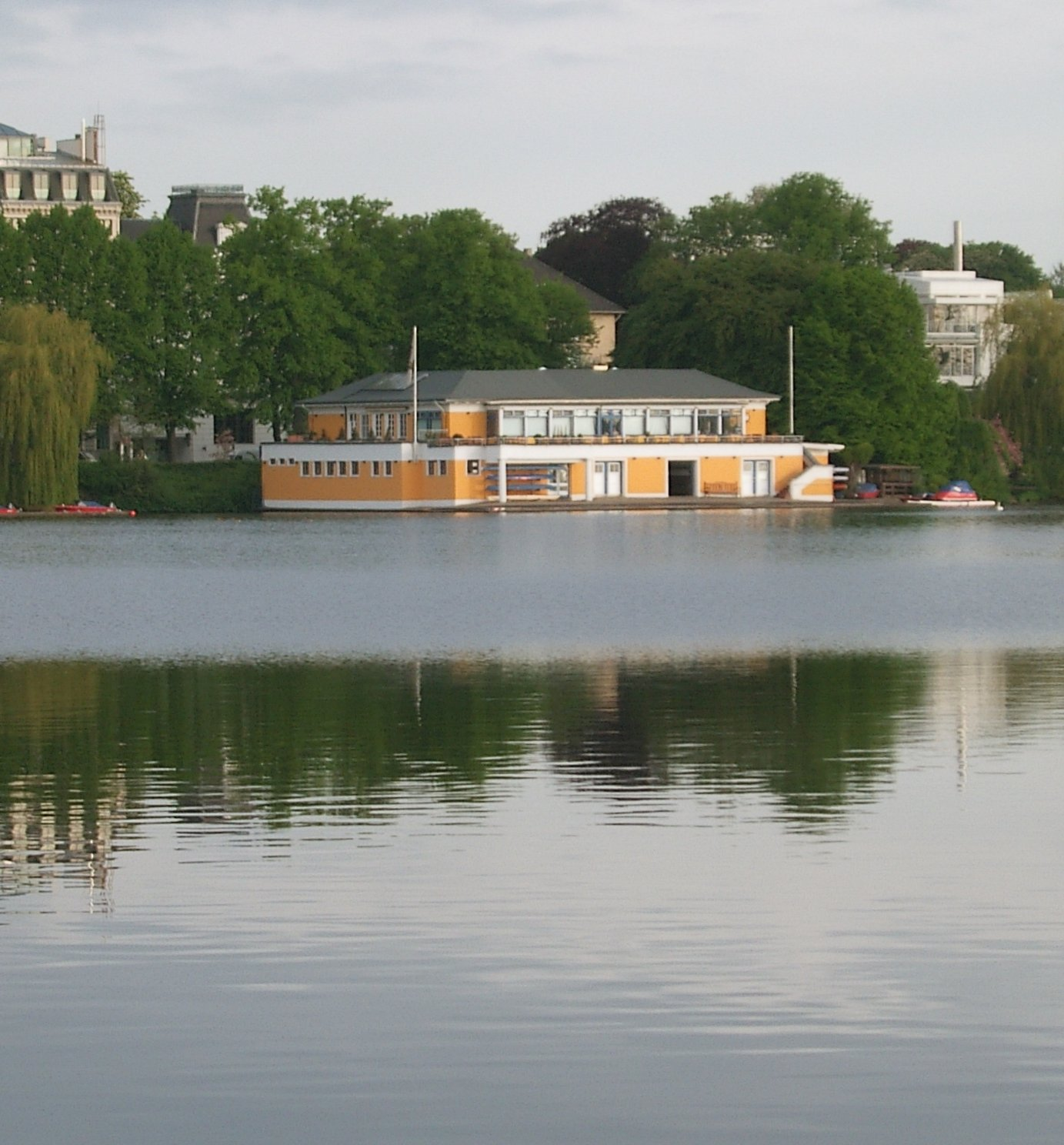
Der Ruderclub Germania als Corpsheim

Bereits kurz nach Gründung der Bundesrepublik Deutschland konnte mithin das Corps Irminsul im Jahr 1949 aufgrund der neuen Demokratisierung in Deutschland in der Freien und Hansestadt Hamburg rekonstituieren. Da das alte Corpshaus während des Dritten Reiches zwangsversteigert wurde, musste der Aktivenbetrieb in den Anfangsjahren der jungen Republik noch ohne eigenes Quartier auskommen. Dank der korporativen Mitgliedschaft der Irminsul im Hamburger Ruderclub Germania konnte dessen Clubhaus an der Außenalster  als Corpsheim genutzt werden. Dennoch erstrebte man den Kauf eines eigenen Corpshauses und fand dieses am 13. November 1958 in der alten Villa des Reichskanzlers Bethmann Hollweg in der Innocentiastraße 15 im Stadtteil Harvestehude.
Die Innocentiastraße 15 blieb der Mittelpunkt des Corps für 44 Jahre. Im Jahr 2002 veräußerte man schließlich das alte Corpshaus und erwarb eine Villa, welche direkt am Innocentiapark gelegen ist. Seit diesem Zeitpunkt ist die Parkallee 62 in Harvestehude die Heimat der Irminsul.
Vom Corps Frankonia Halle, dessen Altherrenschaft sich 1954 dem aktiven Corps Irminsul anschloss, stammt der heutige Waffenspruch. Auch das Corps Franconia Halle war ein RSC-Corps und sah in der Fusion die Möglichkeit, seine eigenen Traditionen innerhalb des aktiven Corps Irminsul nach dem Verbot der Studentenverbindungen in der DDR zu erhalten.
Das Corps Marchia Greifswald, das ebenfalls ein Fusionscorps des Jahres 1954 darstellte, konnte im Jahre 1992 durch die Anstrengungen des Corps Irminsul und seiner einzelnen Mitglieder als eines der ersten Corps nach dem Ende der DDR in den neuen Bundesländern rekonstituiert werden. Das Corps Irminsul konnte für die Rekonstitutionsfeierlichkeiten am 23. März 1992 in der barocken Aula der Ernst-Moritz-Arndt-Universität Greifswald die Unterstützung und Mitwirkung deren Rektors Professor Hans-Jürgen Zobel sowie die des mecklenburg-vorpommerschen Ministerpräsidenten Professor Alfred Gomolka gewinnen.
Durch diese Rekonstitution wurde das Versprechen erfüllt, welches das Corps Irminsul den beiden Altherrenverbänden seiner Fusionscorps aus Halle und Greifswald im Jahr 1954 gab, nach seinen Kräften alles zu tun, um eine Wiederaktivierung der einzelnen Corps zu ermöglichen.

### Seit 2000
Obwohl die Irminsul ursprünglich mit völkischen Grundsätzen gegründet worden war, wurden nichtdeutsche Mitglieder nie – auch nicht während der NS-Diktatur – ausgeschlossen. Mit dem US-amerikanischen Dozenten der Philipps-Universität Marburg Bradley, welcher ohne Erstband trotzdem Verkehrsgast und später Ehrengast bei der Irminsul wurde, war zudem bereits eines der ersten Mitglieder des äußeren Corpsverbandes nicht deutscher Nationalität. Derzeit sind im Corps Irminsul Mitglieder mit südafrikanischer, costa-ricanischer, ungarischer, Schweizer, finnischer, US-amerikanischer und deutscher Nationalität.
Die Mitgliederstärke des Corps Irminsul schwankte seit seiner Gründung stets zwischen 100 und 200 Mitgliedern, wobei die Gefallenen des Corps in den Weltkriegen jeweils einen gewaltigen Aderlass darstellten. So ließen im Ersten Weltkrieg über 50 und im Zweiten Weltkrieg über 60 Mitglieder ihr Leben. Dennoch war die älteste Hamburger Verbindung zum Zeitpunkt ihres 130-jährigen Bestehens im Jahr 2010 – gemessen an den Aktivenzahlen aller Hamburger Studentenverbindungen – auch wieder die größte Verbindung in der Freien und Hansestadt Hamburg.
Seit dem Wintersemester 2014/2015 besteht ein offizielles Vorstellungsverhältnis mit dem Corps Baltica-Borussia Danzig zu Bielefeld.

## Irminsul in der Öffentlichkeit

### Akademische Vortragsreihe
Die corpseigene akademische Gesprächsreihe besitzt selbst eine über 100-jährige Tradition. Neben verschiedenen Professoren, u. a. der Kurator der Universität Marburg, Walter Hassenpflug, und Vertretern des Offizierkorps konnte während der Zeit des Kaiserreiches bereits im Jahr 1911 auch der Antisemit und Abgeordnete des Reichstages, Ferdinand Werner, später erster nationalsozialistische Staatspräsident und folgend Ministerpräsident von Hessen, als Referent gewonnen werden.
Ihm folgten als Persönlichkeiten der Weimarer Republik u. a. der Reichstagsabgeordnete Reinhold Wulle, der Romanist und Mitbegründer des Stahlhelm Karl Voretzsch und der „Seeteufel“ Felix Graf von Luckner.
Während der anfänglichen Existenz des Corps Irminsul über die ersten drei Jahre des Dritten Reiches konnte ob der verbindungsfeindlichen Einstellung der Nationalsozialisten als einzig externer Redner der Hamburgische Staatsrat Hellmuth Becker für den Stiftungsfestkommers im Jahr 1933 gewonnen werden.
Die Vortragsreihe der Irminsul ist nach deren Wiederbelebung seit der Rekonstitution des Corps unter dem Namen Harvestehuder Gespräche mit renommierten Rednern wie den Bestsellerautoren Siegfried Lenz und Asfa-Wossen Asserate sowie den Bundesministern Hans „Johnny“ Klein und Edzard Schmidt-Jortzig in Hamburg inzwischen zu einer akademischen Institution geworden. Sie folgt dem Prinzip der Meinungsfreiheit und bietet auch Rednern ein Podium, deren Meinung nicht unbedingt dem Zeitgeist entsprechen. So sprachen u. a. auch der Vorsitzende des iranischen Revolutionsrats Sejjed Mohammad Beheschti und der aus der Hohmann-Affäre bekannte Brigadegeneral Reinhard Günzel auf dem Haus des Corps.
Ferner lud die Irminsul trotz des Protests der Zeitung taz den umstrittenen Politikwissenschaftler Konrad Löw als Redner in das Hamburger Rathaus, in welchem das Corps gemeinsam mit mehreren Bürgerschaftsabgeordneten seinen Festkommers zum 125. Stiftungsfest beging. Für die Genehmigung der Ausrichtung der Feierlichkeiten des Corps Irminsul im Hamburger Rathaus setzten sich neben Vertretern der Bürgerschaft auch hohe Kreise des Hamburgischen Amtes für Verfassungsschutz ein.
Obwohl bei den Harvestehuder Gesprächen u. a. auch Politiker der SPD und der FDP gesprochen haben, wurde dem CDU geführten Senat der Freien und Hansestadt Hamburg im Jahr 2010 ob der Senatoren, welche bei den Harvestehuder Gesprächen als Referenten dienten, von einigen Medien eine besondere Nähe zum Corps Irminsul attestiert.
Anlässlich des 100-jährigen Jubiläums der Gesprächsreihe im Jahr 2011/2012 sprachen Hermann Rauhe in seiner Funktion als Ehrenpräsident der Hochschule für Musik und Theater, der ehemalige Präsident des Europäischen Parlaments Klaus Hänsch, der Vorsitzende des Zentralrats der Muslime in Deutschland Ayyub Axel Köhler sowie zum Eröffnungsvortrag der hamburgische Wirtschaftssenator a. D. Gunnar Uldall und zum Abschluss der Hamburgische Landesrabbiner Shlomo Bistritzky auf dem Haus des Corps Irminsul.

### Das Erstreiten der Mensur für Offiziere der Bundeswehruniversitäten
Nach Gründung der Bundeswehruniversitäten in München und Hamburg eskalierte ein Streit um das Mensurfechten der angehenden Offiziere während ihres Studiums. Mit Berufung auf die Pflicht des Soldaten zur Gesunderhaltung gemäß § 17 Abs. 4 Soldatengesetz erging seitens der Universitätsleitung ein Mensurverbot für Soldaten an den Bundeswehr-Universitäten.
Das Corps Irminsul, welchem sich bereits kurz nach der Gründung der Helmut-Schmidt-Universität mehrere angehende Offiziere angeschlossen hatten, sah in diesem Verbot einen Widerspruch zum Verhältnismäßigkeitsprinzip eines Rechtsstaates. In dem darauffolgenden Rechtsstreit vor dem I. Wehrdienstsenat des Bundesverwaltungsgerichts, für welchen die Irminsul den bekannten Wehrrechtler Erich Schwinge als Prozeßbevollmächtigten gewinnen konnte, gelang es dem Corps Irminsul, das Mensurverbot für Studenten an den beiden Bundeswehr-Universitäten zu Fall bringen.

### Die Hochschulgruppe des Corps im Studierenden-Parlament und im ASTA
Weiterhin hatte das Corps Irminsul in der universitären Organisation „Pro Universitate“ eine eigene Vertretung im Studierenden-Parlament der Universität Hamburg. Zuvor gab es mit der Liste „Uni Aktiv“ eine Gruppe, welche alle Hamburger Studentenverbindungen im Parlament vertrat.
Um sich von den Burschenschaften abzugrenzen, gründete das Corps Irminsul jedoch in den 1990er Jahren mit „Pro Universitate“ eine eigene Hochschulgruppe, welcher es 1998 erstmals nach der 68er-Revolution gelang, gemeinsam mit der Realo-Sozialdemokraten-Hochschulgruppe, der „St. Pauli Gruppe“, dem RCDS und den Liberalen einen Asta zu stellen, welchem keine linksextremen Gruppen angehörten. Als Mitglied des Studierenden-Parlaments hielt daraufhin der Irminsuler und estnische Vizekonsul Sebastian Greve, dessen Familie zu den größten Mäzenen der Universität Hamburg gehört, bei der Einweihung der Greve-Flügel des Hauptgebäudes der Universität am 19. November 1998 eine Ritterkreuzrede auf seinen Großvater Helmut Greve.
Aufgrund der Mitgliederstruktur und des Auftretens mit einem elitären Habitus wird dem Corps Irminsul eine Nähe zum konservativen Flügel der CDU attestiert. Der Vorsitzende der damaligen JUSO-Hochschulgruppe (jetzt: „harte zeiten – junge sozialisten und fachschaftsaktive“) im Studierenden-Parlament der Universität Hamburg wird in diesem Zusammenhang im Forum „politik.de“ aus dem Jahr 2003 mit den Worten zitiert:

„Über die Irminsul kursiert an der Uni der Spruch, sie sei so schwarz, dass fürs Braune kein Platz mehr ist.“

### Presse
Neben obigen Berichten erschien des Weiteren im Hamburger Abendblatt vom 4. Oktober 2003 ein Artikel über das Corps Irminsul nach dessen Erwerb einer neuen Villa im Hamburger Stadtteil Harvestehude mit dem Titel „Degenkämpfe über dem Schlafzimmer“ und im Artikel „Senatskarussel in Hamburg“ des Abendblatts vom 17. August 2010 über die geplante Kabinettsumbildung durch den designierten Hamburger Bürgermeister Christoph Ahlhaus wurde das Corps Irminsul erwähnt, da dieses über beste Kontakte zum Senat, insbesondere zum Innensenator Heino Vahldieck, und die Mitglieder des Corps über Einfluss in der Hamburger CDU verfügen sollen.
Ferner wurde ein Gedicht des Corps Irminsul in der Spiegelausgabe vom 21. Mai 1979 veröffentlicht und das Corps selbst in dem Artikel „Zwischen mondän und bürgerlich“ aus der Welt vom 19. Januar 2008 und in dem Zeit-Artikel „Die Väter zahlen wieder“ vom 10. Juli 1952 erwähnt. Darüber hinaus definiert die Zeitung Junge Welt, welche sich selbst dem links-marxistischen politischen Spektrum zurechnet, in einem Artikel vom 18. August 2010 das Corps Irminsul als „elitäre rechte Akademiker“ und die Boulevard-Zeitung Hamburger Morgenpost sieht in der Irminsul eine Vertreterin der „intellektuellen salonfähigen Rechten“.

### Fernsehen
Im Jahr 1993 widmete die Sendung „Unser Hamburg“ dem Corps Irminsul eine ihrer Folgen, in welcher die Grundsätze des Corps und die Unterschiede der Irminsul im Vergleich zu Burschenschaften aufgezeigt werden. Unter anderem ob der exklusiven Freizeitgestaltung z. B. in Form der jährlichen Champagnerkneipe anlässlich der Bismarckschen Reichsgründung von 1871, welche die Irminsul ihren Mitgliedern bietet, war das Corps im Jahr 1996 zudem Bestandteil eines Berichts der Sendung „UniTV“ auf dem Hamburger Regionalsender. In dem dazugehörigen Trailer wird ferner ein Überblick über die Studentenverbindungen Hamburgs gegeben – angefangen von einigen Burschenschaften, welche zum Teil ob ihrer politischen Betätigung vom Verfassungsschutz überwacht wurden, über katholisch-christliche Verbindungen, die Angehörigen anderer Glaubensrichtungen die Mitgliedschaft verweigern, bis hin zum Corps Irminsul, welches via Satzung unpolitisch ist und keine konfessionellen Bedingungen an seine Mitglieder stellt, jedoch als pflichtschlagende Verbindung von allen seinen Angehörigen das Schlagen von Mensuren verlangt. Weiters wurde das Toleranzprinzip der Corps (Corpsstudent kann grundsätzlich jeder Student werden, ungeachtet seiner ethnischen oder sozialen Herkunft, seiner politischen Auffassungen, seiner Hautfarbe oder Religion) am Beispiel der Irminsul in der Sendung „100 Grad“ zum Thema Studentenverbindungen im „Deutsche Welle TV“ erläutert.

## Mitglieder

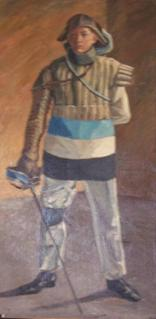
„Der Sekundant“ von Karl Prahl

- Axel Bruhn (1904–1983), CDU-Abgeordneter in Hamburg, MdHB
- Otto Carstens (* 1981), Staatssekretär
- Alfredo Dornheim (1909–1969), Professor an der Universidad Nacional de Cuyo in Argentinien und Mitbegründer der Internationalen Vereinigung für Germanistik
- Klaus Dudek (* 1954), Professor an der Fachhochschule für Finanzen Nordrhein-Westfalen
- Wilhelm Endemann (1902–nach 1963), Agronom, Tabakzüchter
- Wolfgang Eymer (1905–1969), Stadtrat in Stettin, SS-Standartenführer und Vorsitzender des Gaugerichts Pommern sowie des Reichsehrengerichts des NS-Altherrenbundes
- Hermann Frenzel (1895–1967), Professor und Dekan an der Universität Göttingen, Entwickler der Frenzelbrille
- Hermann Gebbers (1879–1952), Landrat von Bückeburg und Stadthagen
- Georg-Friedrich Kahl (1936–2019), Arzt, Pharmakologe und Toxikologe
- Hans Kähler (1912–1983), Südseesprachenforscher an der Universität Hamburg
- Hans Klose (1880–1963), Leiter der Reichsstelle für Naturschutz und der Bundesanstalt für Naturschutz und Landschaftspflege, „Vater“ des Reichsnaturschutzgesetzes von 1935
- Franz Lehmann (1881–1961), Professor an der Universität Greifswald
- Karl-Heinz Lesnau (1935–1996), CDU-Abgeordneter in Berlin, Mitglied des Berliner Abgeordnetenhauses
- Kurt Möbius (1908–1993), hessischer Landesbranddirektor
- Bernd Niehaus Quesada (* 1941), Außenminister der Republik Costa Rica und Botschafter Costa Ricas in Deutschland, Ungarn und Tschechien, Professor an der Universidad de Costa Rica
- Karl Prahl (1882–1948), Kunstmaler und Mitglied der Hamburgischen Sezession
- Hergen Sander (* 1943), Professor an der Fachhochschule für Finanzen Nordrhein-Westfalen
- Kurt Schmidt-Klevenow (1906–1980), SS-Führer und Leiter der Generaldirektion des Ministeriums für Landwirtschaft des Reichsprotektorats Böhmen und Mähren
- Wilhelm Schnee (1908–1978), Landrat des Bezirks Schwaz in Tirol, Regierungsdirektor beim Bundesrechnungshof und Datenschutzbeauftragter
- Otto Schubert (1918–1978), Professor an der Fachhochschule Gießen,  Ritterkreuzträger
- Karlheinz Spielmann (1908–1980), Retter und Ehrenbürger der Stadt Iphofen
- Kurt Stapelfeldt (1898–1985), deutscher Rundfunkpionier und Intendant der Vorläuferin des Nordwestdeutschen Rundfunks NORAG
- Karl Voretzsch (1867–1947), Romanist und Hochschullehrer (Ehrenmitglied Franconia Halle)
- Otto Waldmann (1885–1955), Professor an der Universität Greifswald und Präsident der Reichsforschungsanstalt Insel Riems, Entdecker des Impfstoffes gegen die Maul- und Klauenseuche
- Max Wartemann (1905–1993), Staatssekretär beim Finanzministerium des Landes Schleswig-Holstein, Bürgermeister der Hansestadt Lübeck